# Centro Cultural Eduardo León Jimenes
El Centro Cultural Eduardo León Jimenes, también llamado Centro León, es un museo ubicado en Santiago de los Caballeros, República Dominicana. El centro desarrolla programas culturales y educativos que contribuyen a la valoración del arte y la cultura dominicana. Fue inaugurado en octubre de 2003. El museo lleva el nombre de Eduardo León Jimenes (fallecido en 1937), fundador de La Aurora, una empresa tabaquera que dio origen al consorcio Grupo León Jiménes.

## Espacios y salas
Posee tres salas de exhibición permanente y una de exhibición temporal. Las exposiciones permanentes son:
- Signos de Identidad: muestra una colección de antropología dominicana.[4]
- Génesis y Trayectoria: trata sobre la historia de las artes visuales en República Dominicana. Algunas de las obras de la exposición son seleccionadas del Concurso de Arte Eduardo León Jimenes.[4]
- Huella y Memoria: trata de la historia del Grupo León Jiménes.[4]

El centro tiene un auditorio, salón de actividades, salón multiusos, cafetería y una tienda de obras de arte y artesanías. Hay también una mediateca con documentos multimedia para la consulta e investigación. En sus jardines se encuentra el Patio Caribeño, donde se exhiben estatuas.